# 鉛色鯨鯰
鉛色鯨鯰，為輻鰭魚綱鯰形目鯨形鯰科的其中一種，分布於南美洲亞馬遜河上游流域，體長可達11.8公分，棲息在底中層水域，屬肉食性，生活習性不明。

## 擴展閱讀
維基物種上的相關：鉛色鯨鯰